# Ludwig Traube (paléographe)
Pour les articles homonymes, voir Ludwig Traube.
Ludwig Traube, né à Berlin le 19 juin 1861 et mort à Munich le 19 mai 1907, est un historien, philologue et paléographe juif allemand du XIXe siècle.

## Biographie
Il a tenu la première chaire de latin médiéval à l'Université de Munich.
Né dans une famille juive, fils du médecin Ludwig Traube, il passe son Abitur à Berlin en 1880, et étudie la philologie et l'histoire médiévale à l'université de Munich et à celle de Greifswald. Sa thèse de doctorat Varia libamenta critica, soutenue en 1883 à Munich, étudie les sources de Macrobe. En 1888 il soutient son habilitation sur la poésie carolingienne, et enseigne à Munich. En 1902/1904, il reçoit la chaire de professeur de latin médiéval. Il meurt d'une leucémie en 1907.
Membre extraordinaire (1896) puis ordinaire (1899) de l'Académie bavaroise des sciences, membre de l'Académie des Lyncéens (1902). Il fait partie de la direction des Monumenta Germaniae Historica (MGH) dès 1897, où il dirige les collections Auctores Antiquissimi et Antiquitates.
Ses principaux champs de recherche étaient la littérature latine du Moyen âge, la paléographie et la tradition des textes. Il a eu comme étudiant Elias Lowe.

## Œuvres principales
- Karolingische Dichtungen. Ædelwulf, Alchuine, Angilbert, Rhythmen, Weidmann, Berlin 1888.
- O Roma nobilis. Philologische Untersuchungen aus dem Mittelalter, München 1891.
- Textgeschichte der Regula S. Benedicti, München 1898.
- Die Geschichte der tironischen Noten bei Suetonius und Isidorus, Berlin 1901.
- Rückblick auf meine Lehrthätigkeit, München 1901, réimpr. München 1988.
- Nomina Sacra. Versuch einer Geschichte der christlichen Kürzung. Beck, München 1907. Réimpr. Wissenschaftliche Buchgesellschaft, Darmstadt 1967. Consultable dans "Le Moyen âge : bulletin mensuel d'histoire et de philologie / direction MM. A. Marignan, G. Platon, M. Wilmotte" : https://gallica.bnf.fr/ark:/12148/bpt6k1164056/f224.item
- Vorlesungen und Abhandlungen. 3 vol., 1909–1920.